# Конажинкі
Конажинкі (пол. Konarzynki) — село в Польщі, у гміні Конажини Хойницького повіту Поморського воєводства.
Населення — 301 особа (2011).
У 1975-1998 роках село належало до Слупського воєводства.

## Демографія
Демографічна структура станом на 31 березня 2011 року:
|          | Загалом | Допрацездатний вік | Працездатний вік | Постпрацездатний вік |
| -------- | ------- | ------------------ | ---------------- | -------------------- |
| Чоловіки | 147     | 36                 | 102              | 9                    |
| Жінки    | 154     | 42                 | 91               | 21                   |
| Разом    | 301     | 78                 | 193              | 30                   |